# Linaria yunnanensis
Linaria yunnanensis är en grobladsväxtart som beskrevs av W.W. Smith. Linaria yunnanensis ingår i släktet sporrar, och familjen grobladsväxter. Inga underarter finns listade i Catalogue of Life.